# Los Pinos, Progreso de Obregón
Los Pinos är en ort i Mexiko.   Den ligger i kommunen Progreso de Obregón och delstaten Hidalgo, i den sydöstra delen av landet, 100 km norr om huvudstaden Mexico City. Los Pinos ligger 1 999 meter över havet och antalet invånare är 123.
Terrängen runt Los Pinos är kuperad åt nordväst, men åt sydost är den platt. Runt Los Pinos är det tätbefolkat, med 308 invånare per kvadratkilometer. Närmaste större samhälle är San Salvador, 18,5 km öster om Los Pinos. Trakten runt Los Pinos består till största delen av jordbruksmark.